# Byrzija
Byrzija (Бързия) – rzeka w północno-zachodniej Bułgarii, prawy dopływ Ogosty w dorzeczu Dunaju. Długość - 35 km, powierzchnia zlewni - 241 km². Źródła pod przełęczą Prochanski prochod w zachodniej Starej Płaninie. Uchodzi do sztucznego zbiornika Ogosta tuż na południe od miasta Montana.